# São João da Serra (Oliveira de Frades)
São João da Serra ist eine Gemeinde (Freguesia) im portugiesischen Kreis (Concelho) von Oliveira de Frades. In ihr leben 409 Einwohner (Stand 19. April 2021).

## Geschichte
Vermutlich war das Gebiet seit vorgeschichtlicher Zeit besiedelt, wie das gesamte heutige Kreisgebiet. Aus römischer Zeit sind Teile einer Römerstraße erhalten geblieben.
Die heute eigenständige Gemeinde gehörte bis ins 18. Jahrhundert zur Gemeinde von Sejães.

## Sehenswürdigkeiten
In der Gemeinde stehen drei Sakralbauten unter Denkmalschutz, darunter der Gemeindekirche Igreja Matriz de São João da Serra (auch Igreja de São João Baptista) aus dem 18. Jahrhundert.

## Verwaltung
São João da Serra ist Sitz einer gleichnamigen Gemeinde (Freguesia). Folgende Orte liegen in der Gemeinde:
- Bispeira
- Carvalh
- Cercalhalva
- Conlela
- Covelinho
- Muro
- Portelinhos
- São Joane
- São João da Serra